# فيسيسلاف جويجان
فيسيسلاف جويجان (بالرومانية: Veaceslav Gojan)‏ (مواليد 18 مايو 1983) هو ملاكم مولدافي، مثّل بلاده في الألعاب الأولمبية الصيفية 2008.

## روابط خارجية
فيسيسلاف جويجان على موقع بوكس ريك (الإنجليزية) (registration required)
- فيسيسلاف جويجان على موقع اللجنة الأولمبية الدولية (الإنجليزية)
- فيسيسلاف جويجان على موقع أوليمبيديا (الإنجليزية)